# Oncidium raniferum
Oncidium raniferum é uma espécie epífita de difícil cultura. Pseudobulbos curtos e afuniladosa de 5 centímetros de altura, densamente sulcados de cor verde. pintalgadas de marrom, portando duas folhas estreitas e pontudas de 10 centímetros de comprimento. Inflorescências mimosas e ramificas, com até 30 centímetros de comprimento e portando até 50 flores. Flor de 1 centímetro de diâmetro, de cor amarela, com saliente calo de cor vermelha na base do labelo. Floresce no verão. Seu habitat é úmido e tem bastante luminosidade.